# Паничкин, Иван Александрович
Иван Александрович Паничкин (1914—1970) — советский учёный в области прикладной газодинамики, организатор испытаний ракетно-космической техники, участник создания и запуска  первого в Мире искусственного спутника Земли — космического аппарата «Спутник-1» (1957) и осуществления полёта первого в мире космического корабля-спутника Восток с человеком на борту (1961), доктор технических наук, профессор. Заслуженный деятель науки и техники РСФСР.

## Биография
Родился 7 марта 1914 года в селе Студёнки, Липецкого уезда Тамбовской губернии в крестьянской семье.

### Образование и начало деятельности
С 1935 по 1937 год обучался на механико-математическом факультете Московского государственного университета имени М. В. Ломоносова, по окончании которого получил специальность инженер-механика. С 1937 по 1949 год на научно-исследовательской работе в Центральном аэрогидродинамическом институте.

### ВНИИ-88—ЦНИИМАШи участие в создании ракетно-космической техники
С 1949 по 1960 год на научно-исследовательской работе в НИИ-88 (с 1966 года — Центральный научно-исследовательский институт машиностроения) Государственного комитета СМ СССР по оборонной технике — Министерства общего машиностроения СССР под руководством таких руководителей как М. К. Янгеля А. С. Спиридонова и Г. А. Тюлина, работал в должностях: руководитель лаборатории газовой динамики, заместитель начальника и с 1954 по 1960 год — начальник отдела аэрогазодинамики.
И. А. Паничкин был одним из организаторов создания аэродинамических установок для изделий ракетно-космической техники, он был разработчиком научно-технических рекомендаций для создания системы защиты от воздействия течения горячих газов во время старта для жидкостной одноступенчатой баллистической ракеты средней дальности наземного базирования «Р-5», 20 апреля 1956 года за эту ракету И. А. Паничкин был награждён орденом Трудового Красного Знамени. И. А. Паничкин был разработчиком создания системы защиты от воздействия течения горячих газов для двухступенчатой межконтинентальной баллистической ракеты «Р-7» и созданных на её базе космических аппаратов и ракет-носителей, в том числе для долговременных орбитальных станций и пилотируемых космических кораблей, в том числе И. А. Паничкин был участником создания и осуществления запуска первого в мире искусственного спутника Земли — космического аппарата «Спутник-1» в 1957 году и подготовки и осуществления полёта первого в мире космического корабля-спутника Восток с Ю. А. Гагариным в 1961 году.
Указами Президиума Верховного Совета СССР 21 декабря 1957 года «За создание и запуск Первого в мире искусственного спутника Земли» и 17 июня 1961 года «За успешное выполнение специального задания Советского Правительства по созданию образцов ракетной техники, космического корабля-спутника "Восток" и осуществление первого в мире полёта этого корабля с человеком на борту» И. А. Паничкин был дважды награждён орденом Ленина.

### В Софринском артиллерийском полигоне
С 1960 по 1970 год на научно-исследовательской работе в Софринском артиллерийском полигоне (в дальнейшем НИИ «Геодезия») в должности заместителя этого института (полигона) по научной работе. И. А. Паничкин был участником создания стендовой базы огневых испытаний для наземной отработки твердотопливных баллистических ракет средней дальности, в том числе ракеты «РТ-1» разработанной в ОКБ-1 под руководством С. П. Королёва.

### Научно-педагогическая деятельность
И. А. Паничкин являлся автором многочисленных научных работ, в том числе монографий таких как: «Теория одномерного движения газа и её приложения к газодинамическому расчёту сверхзвуковых аэродиномических труб» (М. 1957), «Общая теория аэродинамики больших скоростей» (М. 1962), «Газовая динамика» (М. 1963), «Основы газодинамики и их приложения к расчёту сверхзвуковых аэродиномических труб» (М. 1965). С 1957 по 1959 год на педагогической деятельности в МВТУ имени Н. Э. Баумана в должности заведующего кафедрой высшей математики.

### Смерть
Скончался 3 мая 1970 года в Москве, похоронен на Бабушкинском кладбище.

## Награды
- два Ордена Ленина (№ 264/38 от 21.12.1957, № 253/34 от 17.06.1961)
- Орден Трудового Красного Знамени (20.04.1956)
- Заслуженный деятель науки и техники РСФСР[1][2][3][4]